# Lithobius doderoi
Lithobius doderoi är en mångfotingart som beskrevs av Filippo Silvestri 1908. Lithobius doderoi ingår i släktet Lithobius och familjen stenkrypare. Inga underarter finns listade i Catalogue of Life.